# Holzhof Elsterwerda

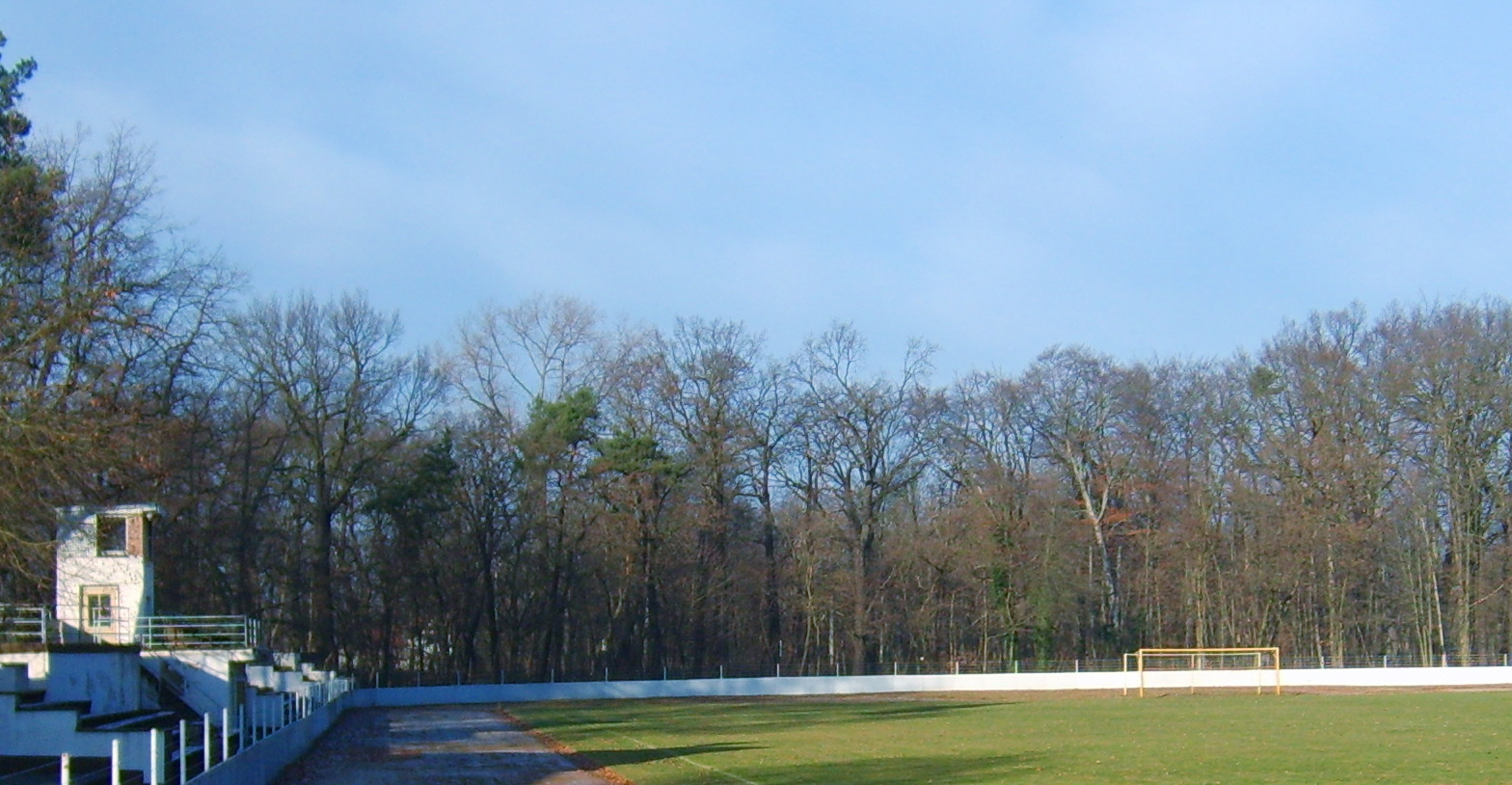
Der Sportplatz am Holzhof

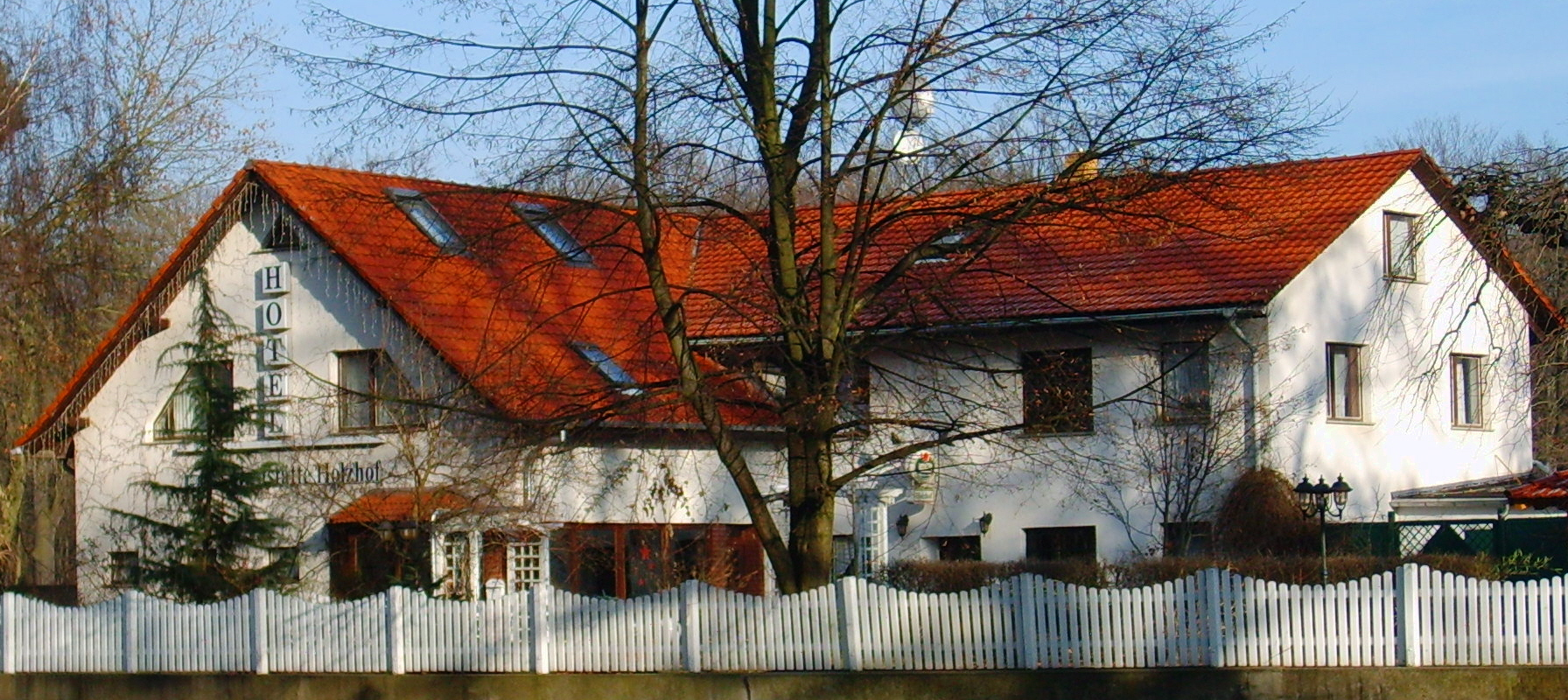
Die Holzhof-Gaststätte

Der Holzhof ist die traditionsreichste Sportstätte der brandenburgischen Kleinstadt Elsterwerda im Landkreis Elbe-Elster. Sie befindet sich am Ortsausgang in Richtung Großenhain.

## Geschichte
Ursprünglich war dieses Gelände ein Umschlagplatz am Elsterwerda-Grödel-Floßkanal, der 1748 in Betrieb genommen wurde. Hier wurden das auf dem Wasser oder auf Fuhrwerken ankommende Holz und andere Waren umgeschlagen und gelagert. Feste Gebäude gab es zu jener Zeit auf dem Gelände nicht und es ist anzunehmen, dass nur Unterstände für die Fuhrleute, für Bomätscher, Pferde und für Futter vorhanden waren. Nachdem der Kanal durch die Einstellung der Holztransporte 1833 und den 1875 erfolgten Bau der Eisenbahnstrecke Elsterwerda-Riesa kaum noch genutzt wurde, verlor auch der Holzhof an Bedeutung. 
Bereits 1864 wurde ein von der Königlichen Forstverwaltung genutztes Gebäude als Gaststätte verpachtet und das Gelände wurde zu einem beliebten Ausflugsziel. Nachdem 1882 der gegenüberliegende Krauschützer Park entstanden war, mit welchem der Holzhof durch die 1883 eingeweihte Gründlerbrücke über die Pulsnitz verbunden war, kaufte die Stadt das Gelände mit dem Gebäude für 27.000 Reichsmark und verpachtete es. Die Vereine nutzten das Gelände des Holzhofes für ihre Festlichkeiten und Anfang der 1920er Jahre wurde an der Pulsnitz das erste öffentliche Freibad der Stadt eröffnet. 1934 fand die Einweihung des auf dem Holzhof neugebauten Freibades statt, dessen Wasser zunächst aus der Pulsnitz eingeleitet wurde. Anschließend begann man mit der Errichtung von Sportanlagen, deren Pläne der Kreiswiesenbaumeister Balsam erarbeitete. 1937 war die Anlage mit Sport- und Tennisplätzen, Aufmarschplatz und Festwiese sowie einem Schießstand fertiggestellt. Vorher bestanden seit der Jahrhundertwende Sportanlagen in der Ludwig-Jahn-Straße sowie in den 1920er Jahren am Schlosspark. 
Durch den Zweiten Weltkrieg wurde im April 1945 die Holzhofgaststätte ein Opfer von Brandstiftung. Nach dem Krieg wurden die entstandenen Schäden an der Anlage allmählich beseitigt und 1962 das Schwimmbad betoniert. Die Entnahme des Wassers aus der Pulsnitz wurde 1970 durch die Hygiene-Inspektion verboten und man musste das stark eisenhaltige Grundwasser verwenden. 1977 konnte nach Um- und Ausbauten eine den Anforderungen gerechte Gaststätte wieder eröffnet werden, die 1989 verkauft wurde. Durch weitere Um- und Erweiterungsbauten entstand das Hotel und Parkrestaurant Holzhof. 1997 waren die Mängel am Schwimmbad so stark, dass man dessen Betrieb einstellen musste.

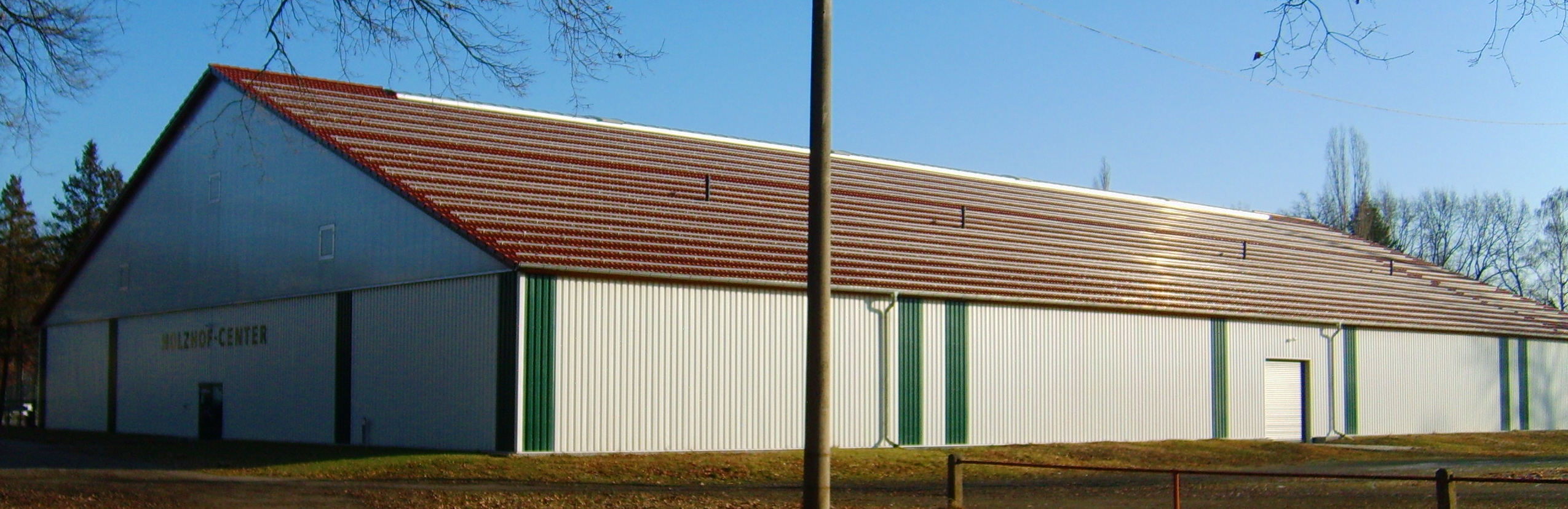
Das Tenniscenter am Holzhof

Im Dezember 2003 wurde auf dem Areal eine Tennishalle eingeweiht und etwas später folgten sieben Tennisplätze.